# Botarell (kommunhuvudort)
Botarell är en kommunhuvudort i Spanien.   Den ligger i provinsen Província de Tarragona och regionen Katalonien, i den östra delen av landet, 400 km öster om huvudstaden Madrid. Botarell ligger 198 meter över havet och antalet invånare är 933.
Terrängen runt Botarell är kuperad åt nordväst, men åt sydost är den platt.  Närmaste större samhälle är Reus, 10,1 km öster om Botarell. Runt Botarell är det i huvudsak tätbebyggt.